# 渡辺禎雄
渡辺 禎雄（わたなべ さだお、1913年（大正2年）7月7日 - 1996年（平成8年）1月8日）は、日本の版画家。東京都出身。

## 人物
渡辺は、日本の民芸の伝統の中で描かれた彼の聖書の版画で有名であった。染織の巨匠・芹沢銈介の弟子として、民藝運動に携わっていた。芹沢に紅型染色技法を教わり、1947年（昭和22年）にそれを応用して、型染め版画の処女作「ルツ物語」を制作した。これにより日本民藝館賞、国画賞を受賞した。1993年にキリスト教功労者を受賞。

## 書籍
- くすしきみわざ: 渡辺禎雄聖書版画集. 新教出版社. ISBN 9784400800613